# Zharrëz
Zharrëz is een plaats en voormalige gemeente in de stad (bashkia) Patos in de prefectuur Fier in Albanië. Sinds de gemeentelijke herindeling van 2015 doet Zharrëz dienst als deelgemeente en is het een bestuurseenheid zonder verdere bestuurlijke bevoegdheden. De plaats telde bij de census van 2011 5236 inwoners.